# 小野藩
小野藩（日语：／ Ono han */?）是日本江戶時代的一個藩。位於播磨國加東郡，藩廳在小野陣屋（今兵庫縣小野市），藩主是一柳氏，家格屬於外樣大名。
藩祖一柳直家是西條藩主一柳直盛的次男，一柳直盛死後遺領一分為三，作為次男的一柳直家分到播磨小野五千石和伊予宇摩郡、周敷郡，總計兩萬三千石的領地，成為川之江藩，居館設在伊予宇摩郡，加東郡僅派有代官。但是1642年（寛永19年）一柳直家急病身亡後，以女婿丹波園部藩主小出吉親次男一柳直次作為婿養子繼承，可是這次的繼承並不被江戶幕府完全認可，因此伊予國的領地全被沒收，只用遺領的名義給一柳直次加東郡一萬石。
3代末礼在1692年（元祿5年）擔任幕府的大番頭，並於1703年（元祿16年）拔擢為5代將軍德川綱吉的御側眾。爾後，5代末榮時積極處裡藩內財政惡化的問題，倡提儉約政策，財政再建，被譽為藩中興之主。
9代末延在1836年年（天保7）招聘大國隆正開辦藩校「歸正館」，由於末延的嫡子10代藩主末彥畢生獨身所以向丹波國綾部藩主九鬼隆都討來五男當養子，是為11代藩主末德，在明治4年（1871年）廢藩置縣後結束一柳家於小野十一代的統治，
於1884年（明治17年）被列為子爵。

## 歷任藩主
1. 一柳直家
2. 一柳直次 （丹波國園部藩小出吉親的次男）
3. 一柳末礼
4. 一柳末昆
5. 一柳末榮
6. 一柳末英
7. 一柳末昭
8. 一柳末周
9. 一柳末延
10. 一柳末彥
11. 一柳末德 （丹波國綾部藩主九鬼隆都的五男）